# György Vizvári
György Vizvári   (Budapest, 18 de desembre de 1928 - Budapest, 30 de juliol de 2004) va ser un waterpolista hongarès que va competir durant les dècades de 1950 i 1960.
El 1952 va prendre part en els Jocs Olímpics de Hèlsinki, on va guanyar la medalla d'or en la competició de waterpolo. En el seu palmarès també destaca una medalla de plata al Campionat d'Europa de waterpolo de 1954. A nivell de clubs guanyà quatre lligues hongareses.